# Шкодренско езеро
Шкодренското езеро, или Скадърско езеро (на албански: Shkodër; на черногорски: Skadarsko) е най-голямото езеро на Балканския полуостров, разположено на границата между Черна гора и Албания, на 5 m н.в., с площ от 356 до 370 km² (в зависимост от сезонното колебание на нивото му). По-голямата му част е на територията на Черна гора. Носи името на съседния град Шкодра в Северна Албания. Дължина от северозапад на югоизток 43 km, ширина до 26 km, дълбочина 44 m, обем 1,93 km³. Заема тектонско понижение североизточно от планината Румия. Северния и източния му брегове са ниски, на места заблатени, а западния и югозападния – планински. Площ на водосборния му басейн е 5490 km², като най-голямата река вливаща се н него от север е Морача. От югоизточния му ъгъл при град Шкодра изтича река Буна (Бояна, 41 km), която се влива в Адриатическо море. Има местно корабоплаване и се развива риболова. Черногорските брегове на езерото и територията в непосредствена близост до тях са обявени за национален парк през 1983 г. По езерото са локализирани някои от най-големите птичи колонии в Европа, като се срещат 270 вида птици.